# Sanna Nielsen
Sanna Nielsen (Bromölla, 27 november 1984) is een Zweedse zangeres.

## Biografie
Nielsen bereikte op elfjarige leeftijd de top van Svensktoppen (hitparade met Zweedstalige liedjes) met het lied Till en fågel. In 2001 deed ze een gooi naar het Eurovisiesongfestival en nam deel aan Melodifestivalen met het lied Igår, idag. Ze eindigde derde en moest de populaire groepen Friends en Barbados voor zich laten.
Twee jaar later deed ze opnieuw mee, met Hela världen för mig en werd dit keer vijfde. Voor Melodifestivalen 2005 sloeg ze de handen ineen met Fredrik Kempe in het duet Du och jag mot världen, dat achtste werd. Ook in 2007 was ze weer van de partij en haalde opnieuw de finale, via de tweedekansronde, en werd daar zevende met Vågar du, vågar jag.
Ook in 2008 deed Nielsen mee. Het lied Empty Room werd knap tweede tijdens de finale. Opvallend was dat het publiek (via televoting) haar als winnaar aanduidde, maar Charlotte Perrelli won dankzij de steun van de jury's.
In 2011 was ze er terug bij met het nummer I'm in Love, geschreven door Bobby Ljunggren, Thomas G:son, Irini Michas en Peter Boström. Ze won haar halve finale en strandde op de vierde plaats in de grote finale.
Drie jaar later waagde ze voor de zevende keer een kans, ditmaal met het nummer Undo. Dertien jaar na haar eerste deelname wist ze eindelijk Melodifestivalen te winnen, waardoor ze haar vaderland mocht vertegenwoordigen op het Eurovisiesongfestival 2014 in de Deense hoofdstad Kopenhagen. Daar werd ze derde.
Het jaar daarop, in 2015, keerde ze terug naar Melodifestivalen, maar niet als kandidaat. Samen met Robin Paulsson presenteerde ze dat jaar de Zweedse zangcompetitie. Vanaf dat moment is ze meer actief geworden als presentatrice. In 2016 was ze commentator van het eurovisie songfestival in Portugal. In 2018 en 2019 is ze twee jaar op rij verkozen tot beste presentatrice voor de Kristallen, de officiële prijzen van de Zweedse televisie.
Nielsen woont sinds 2008 samen met gitarist Joakim Ramsell en samen kregen ze in oktober 2021 een zoon.

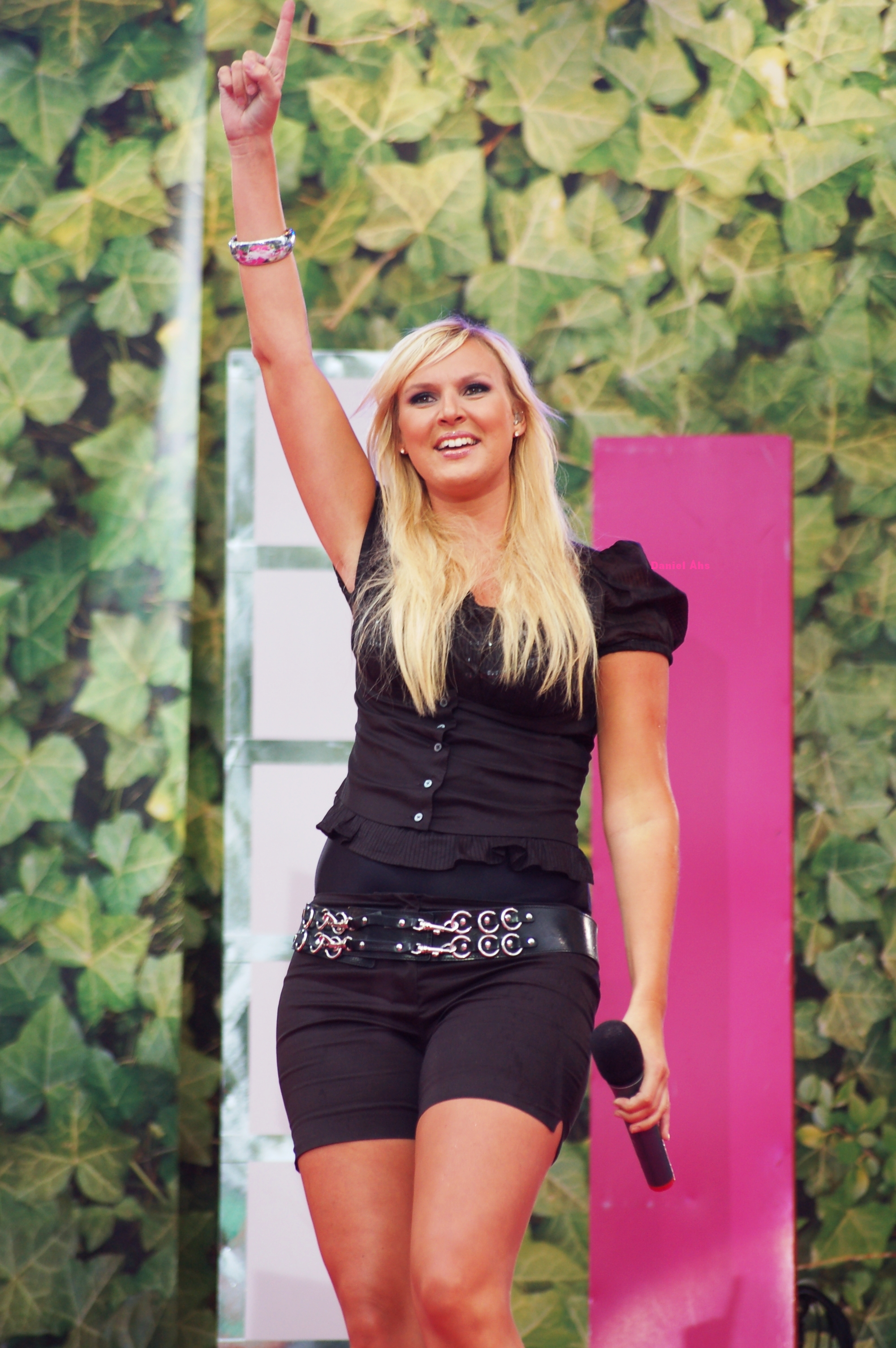
Sanna Nielsen in 2008

## Deelnames aan Melodifestivalen
| Jaar | Nummer                 | Prestatie |
| ---- | ---------------------- | --------- |
| 2001 | I går, i dag           | 3de       |
| 2003 | Hela världen för mig   | 5de       |
| 2005 | Du och jag mot världen | 8ste      |
| 2007 | Vågar du, vågar jag    | 7de       |
| 2008 | Empty Room             | 2de       |
| 2011 | I'm in Love            | 4de       |
| 2014 | Undo                   | 1ste      |

## Discografie

### Singles
- 1996: Till en fågel
- 1997: Där bor en sång
- 1998: Låt sommaren gunga dig
- 1999: Con te partirò
- 2001: Igår, idag
- 2003: Hela världen för mig
- 2005: Du och jag mot världen
- 2005: Vägen hem
- 2006: Nära mej
- 2006: Rör vid min själ
- 2007: Vågar du, vågar jag
- 2008: Empty room
- 2008: Nobody Without You
- 2008: All I Want for Christmas
- 2008: My Grown Up Christmas List
- 2009: I Can Catch the Moon
- 2009: Rätt kanal
- 2010: Part of Me
- 2010: Devotion
- 2011: I’m in Love
- 2011: Can’t Stop Love Tonight
- 2012: Viskar ömt mitt namn
- 2014: Undo
- 2014: Rainbow
- 2018: Christmas Candle

### Albums
- 1996: Silvertoner
- 1997: Min önskejul (kerstalbum)
- 1999: Människan och skapelsen
- 2006: Nära mej nära dej
- 2007: Sanna Nielsen 11-22
- 2008: Stronger
- 2008: Our Christmas
- 2010: Vår jul
- 2011: I'm in Love
- 2012: Vinternatten
- 2013: Min jul (kerstalbum)
- 2014: 7
- 2014: 16 bästa (Best-of-album)

### Singles
| Single met eventuele hitnotering(en) in de Nederlandse Top 40 | Datum van verschijnen | Datum van binnenkomst | Hoogste positie | Aantal weken | Opmerkingen                                                        |
| ------------------------------------------------------------- | --------------------- | --------------------- | --------------- | ------------ | ------------------------------------------------------------------ |
| Undo                                                          | 2014                  | -                     |                 |              | Inzending Eurovisiesongfestival 2014 / Nr. 21 in de Single Top 100 |

| Single met hitnotering(en) in de Vlaamse Ultratop 50 | Datum van verschijnen | Datum van binnenkomst | Hoogste positie | Aantal weken | Opmerkingen                                                        |
| ---------------------------------------------------- | --------------------- | --------------------- | --------------- | ------------ | ------------------------------------------------------------------ |
| Undo                                                 | 2014                  | 17-05-2014            | 25              | 2            | Inzending Eurovisiesongfestival 2014 / Nr. 16 in de Radio 2 Top 30 |